# Rehoboth (Massachusetts)
Rehoboth – miasto w Stanach Zjednoczonych, w stanie Massachusetts, w hrabstwie Bristol.